# Elymordeum montanense
Elymordeum es un género monotípico de plantas herbáceas perteneciente a la familia de las poáceas.  Su única especie es Elymordeum montanense (Scribn.) Bowden.